# 塞舌爾華人
塞舌爾華人，在1999年估計人口有1,000人，是最小規模的非洲華人群體。

## 歷史
第一個抵達塞舌爾的華人是在1886年從毛里求斯來的，直到1940年毛里求斯華人將他的親戚從中國帶到毛里求斯，經歷了一段時間的學徒生涯，在他們對殖民地社會的商業行為和生活充分熟悉之後，將向他們發送介紹信，借給他們自己的資金，在鄰近地區開展業務，包括塞舌爾。
像其他海外華人社區一樣，廣東人和客家人之間的對抗是社會生活中的一個共同特徵。兩個獨立的華人團體生活在不同的地區，甚至拒絕相互結婚，而寧願和當地的非洲裔婦女結婚。他們一開始是在塞舌爾的香草種植園工作，但很快轉向經營小商店，運輸和漁業。

## 語言、教育和文化
1945年，詹姆斯·曼卡姆（后成为塞舌爾總理）的父親理查德·曼卡姆要求政府許可開設一所中文學校。但政府冷淡地回應了這個想法。直到2007年，中華人民共和國派遣老師與塞舌爾教育部成人和遠程教育部門合作。今天，絕大多數塞舌爾華人不曾說中文，雖他們可以理解。
塞舌爾華人主要是基督徒。塞舌爾只有兩座佛塔，也是在马埃岛。